# Jindřich V. Brunšvický
Jindřich V. Welfský (1173 – 28. duben 1227), člen rodu Welfů, byl v letech 1195–1213 rýnský falckrabě.

## Život
Jindřich byl nejstarším synem Jindřicha Lva, saského a bavorského vévody, a Matyldy, nejstarší dcery anglického krále Jindřicha II. a Eleonory Akvitánské.
Potom, co byl jeho otec císařem Fridrichem Barbarossou sesazen, vyrůstal Jindřich v Anglii. Když se rodina v roce 1189 vrátila do Říše, vyznamenal se Jindřich tím, že bránil sídlo Welfů Braunschweig proti silám císařova syna, krále Jindřicha VI. Mír byl uzavřen příštího roku, za předpokladu, že Jindřich a jeho mladší bratr Lothar (d.1190) budou drženi jako rukojmí. Jindřich se musel v roce 1191 připojit k říšskému tažení do království Sicílie a podílet se na obléhání Neapole. Jindřich vojsko nakonec opustil, uprchl do Marseille, a vrátil se do Říše, kde falešně prohlásil Jindřicha VI. za mrtvého a sám se snažil zdůraznit své vlastní schopnosti jako jeho možný nástupce.
Stal se dědicem rýnského falckrabství když se v roce 1193 oženil s Anežkou, sestřenicí císaře Jindřicha VI. a dcerou Konráda Štaufského. Krátce nato se v roce 1195 usmířil s císařem a stal se Konrádovým nástupcem. Jako jeho blízký spojenec doprovázel císaře při dobývání Sicílie v roce 1194/1195 a na křížové výpravě v roce 1197.
Po císařově náhlé smrti v roce 1197, se stal Jindřichův mladší bratr Ota jedním z kandidátů na trůn Svaté říše římské. Zpočátku ho podporoval, ale v roce 1203 přešel na stranu Filipa Švábského. Poté, co rozdělil Welf mezi své mladší bratry, Otu a Viléma, stal se Jindřich vládcem severních saských území kolem města Stade a Altencelle a také byl králem Filipem potvrzen falckrabětem. Když se římský trůn po zdařilém atentátu na Filipa Švábského v roce 1208, opět uprázdnil, podpořil Jindřich znovu svého bratra Otu.
Po smrti jeho bratrance Artura I. Bretaňského, se Jindřich stal dědicem svého strýce Jana Bezzemka, na anglickém trůně, tento nárok však nikdy neuplatnil, protože v říjnu 1207 se králi Janovi narodil syn Jindřich.
Poté, co po svém bratrovi Vilémovi v roce 1213 zdědil další významné saské pozemky, postoupil Rýnskou falc svému synovi Jindřichovi a přemístil se na sever. Po synově brzké smrti, předal Welf svému synovci, Vilémovu synovi Otovi, který se v roce 1235 stal prvním vévodou Brunšvicko-Lüneburským. Jindřich zemřel v roce 1227 a byl pohřben v katedrále svatého Blažeje v Brunšviku.

## Manželství a potomci
V roce 1193 se Jindřich oženil s Anežkou Štaufskou (1177–1204), dcerou falckraběte Konráda Štaufského. Měli spolu následující potomky:
- Jindřich VI. Brunšvický (1197–1214)
- Irmengard Brunšvická (d.1260)
- Anežka Brunšvická (d.1267)

Kolem roku 1209 se oženil s Anežkou z Landsbergu.

## Vývod z předků
|                        |                            |  |                  |                              |  |  |  |  |  |  |  | Welf IV. Bavorský |
|                        |                            |  |                  |                              |  |  |  |  |  |  |  |                   |
|                        | Jindřich IX. Bavorský      |  |                  |                              |  |  |  |  |  |  |  |                   |
|                        |                            |  |                  |                              |  |  |  |  |  |  |  |                   |
|                        |                            |  |                  | Judita Flanderská            |  |  |  |  |  |  |  |                   |
|                        |                            |  |                  |                              |  |  |  |  |  |  |  |                   |
|                        | Jindřich Pyšný             |  |                  |                              |  |  |  |  |  |  |  |                   |
|                        |                            |  |                  |                              |  |  |  |  |  |  |  |                   |
|                        |                            |  |                  | Magnus I. Saský              |  |  |  |  |  |  |  |                   |
|                        |                            |  |                  |                              |  |  |  |  |  |  |  |                   |
|                        | Wulfhilda Saská            |  |                  |                              |  |  |  |  |  |  |  |                   |
|                        |                            |  |                  |                              |  |  |  |  |  |  |  |                   |
|                        |                            |  |                  | Žofie Uherská                |  |  |  |  |  |  |  |                   |
|                        |                            |  |                  |                              |  |  |  |  |  |  |  |                   |
|                        | Jindřich Lev               |  |                  |                              |  |  |  |  |  |  |  |                   |
|                        |                            |  |                  |                              |  |  |  |  |  |  |  |                   |
|                        |                            |  |                  | Gebhard ze Supplinburgu      |  |  |  |  |  |  |  |                   |
|                        |                            |  |                  |                              |  |  |  |  |  |  |  |                   |
|                        | Lothar III.                |  |                  |                              |  |  |  |  |  |  |  |                   |
|                        |                            |  |                  |                              |  |  |  |  |  |  |  |                   |
|                        |                            |  |                  | Hedvika z Formbachu          |  |  |  |  |  |  |  |                   |
|                        |                            |  |                  |                              |  |  |  |  |  |  |  |                   |
|                        | Gertruda Saská             |  |                  |                              |  |  |  |  |  |  |  |                   |
|                        |                            |  |                  |                              |  |  |  |  |  |  |  |                   |
|                        |                            |  |                  | Jindřich z Northeimu         |  |  |  |  |  |  |  |                   |
|                        |                            |  |                  |                              |  |  |  |  |  |  |  |                   |
|                        | Richenza z Northeimu       |  |                  |                              |  |  |  |  |  |  |  |                   |
|                        |                            |  |                  |                              |  |  |  |  |  |  |  |                   |
|                        |                            |  |                  | Gertruda Brunšvická          |  |  |  |  |  |  |  |                   |
|                        |                            |  |                  |                              |  |  |  |  |  |  |  |                   |
| Jindřich V. Brunšvický |                            |  |                  |                              |  |  |  |  |  |  |  |                   |
|                        |                            |  |                  |                              |  |  |  |  |  |  |  |                   |
|                        |                            |  | Fulko V. z Anjou |                              |  |  |  |  |  |  |  |                   |
|                        |                            |  |                  |                              |  |  |  |  |  |  |  |                   |
|                        | Geoffrey V. z Anjou        |  |                  |                              |  |  |  |  |  |  |  |                   |
|                        |                            |  |                  |                              |  |  |  |  |  |  |  |                   |
|                        |                            |  |                  | Ermengarda z Maine           |  |  |  |  |  |  |  |                   |
|                        |                            |  |                  |                              |  |  |  |  |  |  |  |                   |
|                        | Jindřich II. Plantagenet   |  |                  |                              |  |  |  |  |  |  |  |                   |
|                        |                            |  |                  |                              |  |  |  |  |  |  |  |                   |
|                        |                            |  |                  | Jindřich I. Anglický         |  |  |  |  |  |  |  |                   |
|                        |                            |  |                  |                              |  |  |  |  |  |  |  |                   |
|                        | Matylda Anglická           |  |                  |                              |  |  |  |  |  |  |  |                   |
|                        |                            |  |                  |                              |  |  |  |  |  |  |  |                   |
|                        |                            |  |                  | Matylda Skotská              |  |  |  |  |  |  |  |                   |
|                        |                            |  |                  |                              |  |  |  |  |  |  |  |                   |
|                        | Matylda Anglická           |  |                  |                              |  |  |  |  |  |  |  |                   |
|                        |                            |  |                  |                              |  |  |  |  |  |  |  |                   |
|                        |                            |  |                  | Vilém IX. Akvitánský         |  |  |  |  |  |  |  |                   |
|                        |                            |  |                  |                              |  |  |  |  |  |  |  |                   |
|                        | Vilém X. Akvitánský        |  |                  |                              |  |  |  |  |  |  |  |                   |
|                        |                            |  |                  |                              |  |  |  |  |  |  |  |                   |
|                        |                            |  |                  | Filipa z Toulouse            |  |  |  |  |  |  |  |                   |
|                        |                            |  |                  |                              |  |  |  |  |  |  |  |                   |
|                        | Eleonora Akvitánská        |  |                  |                              |  |  |  |  |  |  |  |                   |
|                        |                            |  |                  |                              |  |  |  |  |  |  |  |                   |
|                        |                            |  |                  | Aimery I. ze Châtelleraultu  |  |  |  |  |  |  |  |                   |
|                        |                            |  |                  |                              |  |  |  |  |  |  |  |                   |
|                        | Eleonora ze Châtelleraultu |  |                  |                              |  |  |  |  |  |  |  |                   |
|                        |                            |  |                  |                              |  |  |  |  |  |  |  |                   |
|                        |                            |  |                  | Dangereuse z L'Isle Bouchard |  |  |  |  |  |  |  |                   |
|                        |                            |  |                  |                              |  |  |  |  |  |  |  |                   |